# Belgrade (Montana)
Belgrade é uma cidade localizada no estado americano de Montana, no Condado de Gallatin.

## Demografia
Segundo o censo americano de 2000, a sua população era de 5728 habitantes. 
Em 2006, foi estimada uma população de 7323, um aumento de 1595 (27.8%).

## Geografia
De acordo com o United States Census Bureau tem uma área de 
4,3 km², dos quais 4,3 km² cobertos por terra e 0,0 km² cobertos por água. Belgrade localiza-se a aproximadamente 1366 m acima do nível do mar.

## Localidades na vizinhança
O diagrama seguinte representa as localidades num raio de 32 km ao redor de Belgrade. 